# 神仏分離

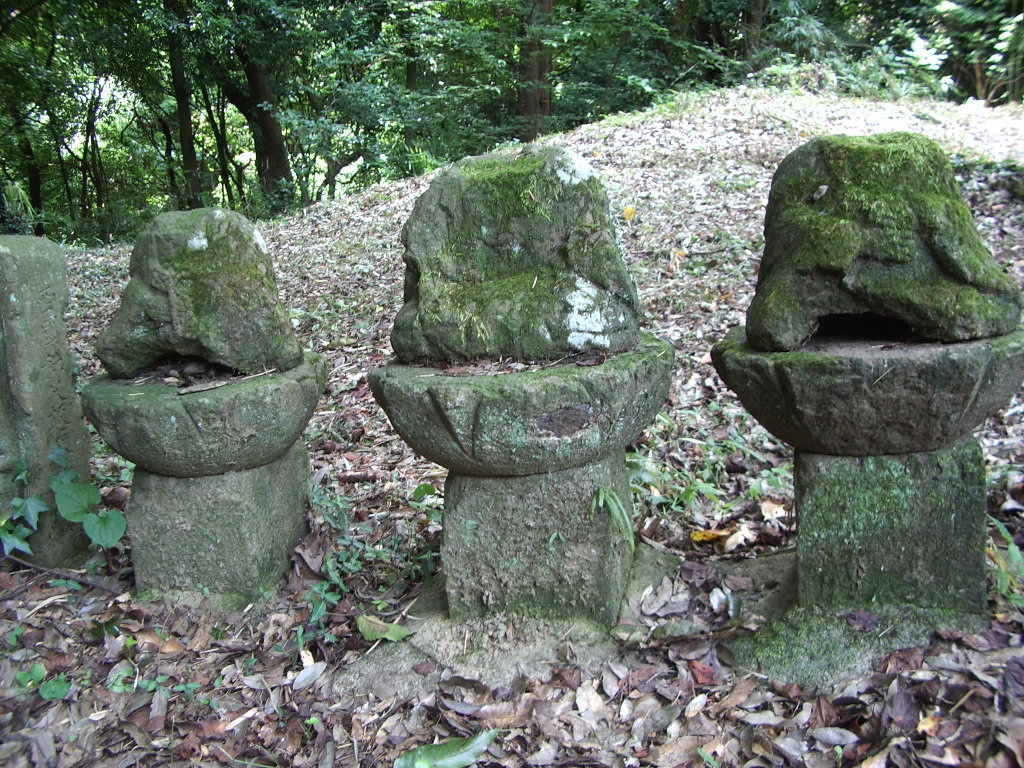
神仏分離に伴う廃仏毀釈の運動で破壊されたとみられる石仏（神奈川県川崎市麻生区）

神仏分離（しんぶつぶんり）は、神仏習合の慣習を禁止し、神道と仏教、神と仏、神社と寺院とをはっきり区別させること。
その動きは早くは中世から見られるが、一般には、広義では、江戸時代中・後期以後の儒家神道や国学・復古神道に伴うものを指し、狭義では、明治新政府により出された神仏分離令又は神仏判然令と総称される一連の通達に基づき、全国的に公的に行われたものを指す。

## 近世の神仏分離
江戸時代に入ると、儒学の発展・藩学の興隆により神仏分離政策が行われた。出雲大社でも17世紀に神仏の判然が行われている。
また、宮中では東山天皇の時代に、大嘗祭の復興が起こった。その際に、歴代天皇の位牌や仏像・仏画類を宮中にてどうすべきか、長年宮中に定着してしまった神仏の習合の実態から論争になった。しかし、その後大嘗祭と奉幣使再興などが行われるたびに宮中のみならず京都市中や他地域に対しても仏教排除が命じられた。そして、孝明天皇即位の際には公家たちの間で、即位灌頂に反対する意見も出された。

## 明治時代の神仏分離
明治時代初期、政府は「王政復古」「祭政一致」の理想実現のため、神道国教化の方針を採用し、それまで広く行われてきた神仏習合（神仏混淆）を禁止するため、神仏分離令又は神仏判然令と総称される一連の通達を発した。神道国教化のため神仏習合を禁止する必要があるとしたのは、平田派国学者の影響であった。政府は、神仏分離令により、神社と寺院を分離してそれぞれ独立させ、神社に奉仕していた僧侶には還俗を命じたほか、神道の神に仏具を供えることや、「御神体」を仏像とすることも禁じた。
例えば、愛媛県野間郡県村（現今治市）の庄屋に伝わる文書には、明治2年（1869年）に神祇官事務局の役人が郡を回って次の七か条を示し、即刻実施することを求めたとの記録がある。
1. 神社の白木の鳥居はそのままでよいが、塗ってあるものは白木にしかえること、その場合の鳥居の形は下の貫手の両端を出さぬようにすること
2. 神社にある仏像は、村役人立ち会いの上故障のないよう寺院へ渡すこと
3. 寺院にある神体も同様にして神社へ渡すこと
4. これらが終われば、寺院または社人より受取書を提出すること、
5. このたび改めて仏号を付けた寺院は仏号を書いた掛け札をすぐに用意すること
6. もし神殿造りの場合は堂塔に造りなおすこと、
7. 神社の狗犬はそのままでよいが、唐獅子はすぐに取り除くこと[8]。

神仏分離令は「仏教排斥」を意図したものではなかったが、これをきっかけに全国各地で廃仏毀釈運動がおこり、各地の寺院や仏具の破壊が行なわれた。また地方の神官や国学者は、旧来の宗教政策とは学問上距離を置いていたこともあり、寺院に反感を持っていた民衆との親和性が増したことも要因と言える。
政府の神仏分離政策は、明治5年（1872年）3月14日の神祇省廃止・教部省設置の段階での、祭教政一致の頓挫が着目される。これは特に平田派の国学者が主張する、古代にあった政体の理想が当時の実情には合わなかったことが挙げられるが、実際には神道の伝統や性質上において宗教化・国教化は正確には困難なこと、西洋列強が行う布教活動の盛況さに対する国内の危機意識により、僧侶との協力がなくては日本特有の風土を守れないとする実情があった。そこで、浄土真宗の島地黙雷からの具申をきっかけとして、神祇省は教部省に再編成、教育機関として大教院を設置、教導職には僧侶なども任命され、神仏共同布教体制ができあがってゆく。これにより、西洋列強の推進するキリスト教の日本人への布教活動への対抗でもあったが、列強により強く反発もされ、信教の自由の保証を逆に求められる事態となる。結果、明治6年（1873年）にはキリスト教に対する禁教令が廃止され、明治8年（1875年）には大教院を閉鎖、明治10年（1877年）には教部省も廃止し、内務省社寺局に縮小され、この政策は放棄された。代わって神道は宗教ではないという見解が後に採用されてゆく。
神仏分離政策は、文明開化当時の国民の精神生活の再編の施策の一環として行われたものでもある。これは、修験道・陰陽道の廃止を始め、日常の伝統的習俗の禁止と連動するもので、仏教界のみならず、修験者・陰陽師・世襲神職等、伝統的宗教者が打撃を受けた。